# Jacori Hayes
Jacori Hayes (Andrews Air Force Base, 29 giugno 1995) è un calciatore statunitense, centrocampista del North Carolina.

## Caratteristiche tecniche
È un centrocampista centrale.

## Carriera
Ha esordito in MLS il 12 marzo 2017 disputando con il Columbus Crew l'incontro pareggiato 0-0 contro lo Sporting K.C.